# Campofelice di Roccella
Campofelice di Roccella (sicilià Campufilici di Ruccedda) és un municipi italià, dins de la ciutat metropolitana de Palerm. L'any 2007 tenia 5.735 habitants. Limita amb els municipis de Collesano, Lascari i Termini Imerese.

## Administració
| Període | Identitat    | Partit                        |
| ------- | ------------ | ----------------------------- |
| 2007-   | Franco Vasta | Forza Italia - Centreesquerra |